# تادجيا كاتشار
تادجيا كاتشار (مواليد 5 يناير 1956) هو ملاكم من البوسنة والهرسك، مثّل بلاده في الألعاب الأولمبية الصيفية 1976 وحقق الميدالية الفضية عن الوزن المتوسط الخفيف.

## روابط خارجية
تادجيا كاتشار على موقع أوليمبيديا (الإنجليزية)